# Eddy de Mûelenaere
Eddy de Mûelenaere (6 augustus 1953) is een Belgisch ondernemer.
Hij is burgerlijk ingenieur scheikunde van opleiding en werkte nagenoeg zijn ganse loopbaan bij het voedingsbedrijf Vandemoortele Groep, waar hij diverse directiefuncties waarnam. Hij was er onder meer algemeen directeur van de divisies bakkerijproducten.
Vanaf 2013 tot begin 2018 was hij CEO van Milcobel, een zuivelcoöperatie met meer dan 3.000 leden en bijna 2.000 personeelsleden. Hij werd er opgevolgd door Peter Koopmans, die reeds van 2014 actief was binnen de organisatie van Milcobel, als directeur operations van Milcobel Dairy. 
In 2008 werd  de Mûelenaere voorzitter van Voeding Meetjesland, een vereniging van een aantal grote voedingsbedrijven uit en in het Meetjesland.